# Гросс, Бертрам Майрон
Бе́ртрам Ма́йрон Гросс (англ. Bertram Myron Gross; 1912—1997) — американский политолог, профессор политических наук в Колледже им. Хантера, служащий федерального уровня. Получил известность благодаря своей книге «Дружелюбный фашизм» (1980), а также как первоначальный автор «Закона о полной занятости и сбалансированном росте» (США, 1978). Отец физика и нобелевского лауреата Дэвида Гросса, брат пианистки Эдит Грош.

## Биографические сведения
Родился в Филадельфии в еврейской семье из Венгрии и Чехословакии. Учился в Пенсильванском университете, где специализировался по философии и английскому языку. По окончании учёбы получил степень магистра по направлению «Английская литература». Несмотря на отсутствие научной степени по экономике, Бертрам Гросс сыграл важную роль в изменении американской политики и законодательства, что было краеугольным камнем Нового курса президента Рузвельта. С 1941 по 1945 гг. принимал участие в работе ряда комитетов Сената США. Подготовил два законодательных предложения «О полной занятости» Рузвельта и Трумэна 1944 и 1945 гг., где впервые было ясно сформулировано, что полная занятость с целью обеспечения прожиточного минимума должна быть национальным приоритетом. В соответствии с этим законопроектом был создан Совет экономических консультантов при президенте, в котором с 1946 по 1952 гг. Гросс занимал должность первого управляющего секретаря.
Затем вместе с семьёй переехал в Израиль, где с 1953 по 1956 гг. занимал пост консультанта по экономике в Канцелярии премьер-министра, а также получил должность приглашённого профессора в Еврейском университете, где принял участие в создании кафедр по государственному управлению и управлению торгово-промышленной деятельностью. В 1960 г. вернулся в США и поступил на работу на кафедру политологии Университета г. Сиракьюс (штат Нью-Йорк, США), где проработал восемь лет. В 1961—1962 гг. был сотрудником Центра передовых исследований в области поведенческих наук в Пало-Альто, а в 1962—1963 — лектором в Гарвардской деловой школе.
В 1970 г. Гросс занял пост президента Общества исследований по общей теории систем. Тогда же он получил звание заслуженного профессора в Колледже им. Хантера (г. Нью-Йорк), где оставался вплоть до своей отставки в 1982 г. В этом же колледже получил должность профессора по государственной политике и планированию (англ. Public Policy and Planning) и урбанистики (англ. Urban Studies).
С 1982 г. и до кончины в 1997 г. Гросс занимал должность приглашённого профессора в частном католическом Колледже Святой Марии (пригород Окленда, штат Калифорния, США), имеющего свои учебные программы по деловому управлению.
Гросс был первоначальным автором «Закона о полной занятости и сбалансированном росте», который введён в 1978 г. А. Хокинсом. В память о его деятельности Коалиция по проведению кампании за ликвидацию бедности и обеспечение полной занятости (англ. Campaign to Abolish Poverty/Full Employment Coalition) с 1999 г. присуждает ежегодную премию им. Бертрама Гросса.

## Основные идеи
Информация всегда была стратегическим источником власти. С незапамятных времен учитель, священник, цензор и шпион помогали деспотам управлять порабощёнными народами. В фашистских диктатурах прошлого партийный пропагандист заменил священника, а контроль над умами посредством управляемой информации стал таким же важным, как и терроризм, пытки и концентрационные лагеря.
В книге «Дружелюбный фашизм: Новый облик власти в Америке» (англ. Friendly Fascism: The New Face of Power in America), впервые опубликованной в 1980 г., Бертрам Гросс предсказал появление в Америке в конце XX в. новой формы фашиствующей мысли и социальной политики. По мнению Гросса, властная элита, включающая в себя корпоративную, правительственную и военную суперструктуру страны, склоняется ко все возрастающему применению всех возможных способов из обширного арсенала «дружелюбного убеждения» с целью завоевать сердца и разум обычных американцев, что позволило автору ввести понятие «дружелюбный фашизм».
Концепция дружелюбного фашизма отражает две противоположные тенденции в политике Соединённых Штатов и других стран т.н. «свободного мира».
- С одной стороны, имеет место медленный, но мощный дрейф по направлению ко всё большей концентрации власти и богатства в руках репрессивного союза разросшегося и коррумпированного государственного аппарата с крупным капиталом (англ. Big Business — Big Government partnership). Этот дрейф приводит к новой и тонко управляемой форме корпоративного рабства.[10]
- C другой стороны, наблюдается более медленная и менее сильная тенденция — стремление отдельных лиц и групп людей добиться бо́льшего участия в решениях, затрагивающих как их самих, так и других людей. И эта тенденция — нечто большее, чем просто реакция на авторитаризм.[10]

Понятие «дружелюбный фашизм» помогает отличить данное возможное будущее от откровенно враждебного корпоративизма классического фашизма, имевшего место в Германии, Италии и Японии в первой половине XX в. Оно также противопоставляется различным формам зависимого, или подчинённого, фашизма, поддерживаемого правительством США в Сальвадоре, Гаити, Аргентине, Чили, Южной Корее, Филиппинах и других странах во второй половине XX в.
|                             | Классический фашизм | «Дружелюбный» фашизм |
| --------------------------- | --- | --- |
| Тип властной структуры      | Олигархический союз правительства и крупного капитала. В качестве лидера выступает харизматический диктатор или подставное лицо. В основе идеологии — идеи военной экспансии и расового превосходства. | Слияние крупного капитала с государственным аппаратом. Новая технократическая идеология. Более развитое искусство правления и оболванивания народа. |
| Метод подавления оппозиции  | Устранение многопартийных противоречий посредством открытой подрывной деятельности. Соблюдение прав человека и использование демократических механизмов сведены к минимуму.                            | Тайная подрывная деятельность: манипуляция демократическими механизмами и правами человека, контроль за деятельностью партий. |
| Метод уничтожения неугодных | Жестокий, тотальный и хорошо финансируемый террор. Физическое устранение тех, кто избран в качестве «козла отпущения».                                                                                 | Прямой террор с меньшим уровнем насилия за счёт профессиональных и малозатратных военных действий комбинируется с тайным террором — разжиганием этнических конфликтов, поиском множества «внешних угроз», организацией массовых беспорядков.                |
| Способы убеждения           | Непрерывная пропаганда, усиленная деятельностью шпионов и информаторов. Её цель — обеспечить поддержку элиты и мобилизовать массы.                                                                     | Информационная война, усиленная высокотехнологичными средствами контроля и слежки, цель которой — подчинить сознание элиты и парализовать массы. |
| Способы поощрения           | Создание большого количества рабочих мест, удержание фиксированных цен, раздача военных трофеев — для широких масс. Обеспечение карьерного роста — для самых преданных лиц.                            | Дозированные вознаграждения в виде должностей и крупных сумм денег — для элиты; профессиональный рост, расширение прав потребителей — для некоторых групп населения; система социального обеспечения, обусловленная хорошим поведением, — для широких масс. |
| Способы отвлечения внимания | Ослабление беспокойства посредством массовых зрелищ, массовых действий, реального кровопролития. | Более разнообразные способы утешения: секс, психоактивные вещества, сумасшествие, религиозные культы, а также алкоголизм, азартные игры, спортивные состязания и сцены крайне жестокого насилия.                                                            |
| Тип живучести системы       | Внутренняя жизнестойкость, основанная на непрерывной, безумной и в конечном итоге самоубийственной военной экспансии.                                                                                  | Внутренняя жизнестойкость, основанная на тщательно продуманной военной экспансии, на реформах, усиливающих существующую политическую систему, на многоуровневой кооптации недовольных лиц и на политической апатии масс.                                    |

Гросс даёт читателю слабую надежду на предотвращение эры неофашизма. Он призывает возвысить устремления людей, для чего необходимо сформулировать ясные и благородные цели, и достаточно общие, чтобы увлечь ими широкие массы. Но при этом призывает оставаться реалистами, чтобы уменьшить чувство разочарования и избежать апатии, способной привести к отступлению. Он также утверждает, что помощь осведомлённых лиц, т.е. лиц, имеющих доступ к скрытой информации влиятельных организаций (корпораций, правительств, военных ведомств), является и необходимой и приемлемой.
Гросс скептически настроен к идее национально-освободительного движения:
«Ранее многие левые революционные движения преследовали цель сбросить иго империализма путём объединения с отечественными капиталистами в „национальных революциях“. Однако часто случалось так, что местные капиталисты вытесняли прошлых землевладельческих олигархов в стремлении завязать — а отнюдь не разорвать — партнёрские отношения с иностранным капиталом».
А ввиду того, что эра «дружелюбного» фашизма, в отличие от фашизма классического, не наступит внезапно, он отбрасывает и марксистское представление о скорой гибели капиталистической системы:
«…Я не могу согласиться с устаревшим марксистским представлением о капитализме или империализме, сбрасывающих «фиговый листок» или маску. Это представление предполагает процесс не более продолжительный, чем стриптиз. […] По моему же мнению, наоборот, одна из величайших опасностей заключается как раз в медленном процессе, посредством которого дружелюбный фашизм проявит себя. Для большинства населения эти изменения незаметны. Даже те, кто наиболее восприимчив к опасности, способны видеть только часть [общей] картины, пока не становится слишком поздно. У большинства же людей, включая историков и социологов, восприятие фундаментальных изменений приходит только после оценки прошедших событий. А к тому времени, имея на руках все доказательства, станет, наконец, очевидно, что новое рабство, возможно, уже давно наступило».

## Отклики
Пьер Доммерг, обозреватель французского журнала «Монд Дипломатик», в своей статье «Авторитаризм в демократической маске» заметил, что «американская пресса в основном обошла молчанием новую книгу Бертрама Гросса», а также охарактеризовал последнего как человека, который «порой впадает в пессимизм, но никогда — в безысходность». По мнению автора статьи, американский политолог не является утопистом или последователем «теории заговора»:
«Гросс не предлагает новой утопии в духе Уэллса. Зная, что действительность превосходит фантастику, он ограничивается перечислением отдельных симптомов, доказывая, что они постепенно складываются в некое единое целое. Гросс является противником как „теории заговора“, считая, что существует не заранее согласованный глобальный план тех или иных тенденций, а множество параллельных инициатив, порой противоречащих, порой совпадающих, так и детерминистов всех мастей, восклицающих либо: „Фашизм придёт завтра же!“, либо: „У нас такого быть не может!“»
Майкл Паренти, американский политолог и марксист, в своей работе «Грязные истины» (англ. Dirty truths) упомянул об одном обстоятельстве, связанном с работой Гросса над книгой «Дружелюбный фашизм»:
«В 1971 году мы с Бертрамом Гроссом устроили по этому поводу дебаты. Гросс утверждал, что фашизм возможен, но как будущая тенденция в Соединенных Штатах; это может случиться здесь [в США]. Я же утверждал, что элементы фашизма уже заключены в государственной структуре большинства капиталистических демократий, включая и нашу. Каждый из нас написал статью с изложением своих позиций, он в журнале «Социальная политика», я — в «Транзакции». Годами позднее он написал книгу «Дружелюбный фашизм», книгу, в которой он принял мой аргумент. В последующем обсуждении он сказал, что моя статья его убедила, впрочем я тщетно искал в его книге цитату [с ссылкой на меня]».
В 1985 г. будущий идеолог Перестройки А.Н. Яковлев опубликовал свою книгу «От Трумэна до Рейгана», в которой положительно оценил анализ Бертрамом Гроссом логики развития репрессивных форм контроля над обществом в США. Он обратил внимание на две тенденции, усиление которых предвидел американский учёный: это и использование против широких масс методов подавления, которые применялись против негритянских активистов и национальных меньшинств в 1960—70-е гг., и метод т.н. «поэтапного террора» — блокирование профессионального роста, увольнение, запугивание и даже арест по сфабрикованным свидетельствам.
Николай Романов, обозреватель еженедельника «Литературная газета», в своей статье «Ребарбора, или Управляемая деградация» вспоминает о посещении Бертрамом Гроссом Москвы в 1987 г. с целью изучения Перестройки и добавляет: «Крепкий старикан уже тогда предсказывал, что, начавшись с восторга перестройки, наше телевидение закончит наручниками для мозгов. Новый фашизм, уверял меня Гросс, будет „фашизмом с улыбкой“ — симпатичным на вид и на слух. Но от этого не изменится его смысл».

## Сочинения
- Gross B. M. An annotated bibliography on national economic planning. — Syracuse, New York: Maxwell Graduate School of Citizenship and Public Affairs, 1963. («Аннотированная библиография по государственному экономическому планированию»)
- Gross B. M. The managing of organizations: The administrative struggle. — New York: Free Press of Glencoe, 1964. («Управление организациями: Административная борьба»)
- Gross B. M. The state of the nation: social systems accounting. — New York: Tavistock Publications, 1966. — 166 с. («О ситуации в стране: Анализ социальных систем»)
- Gross B. M. Action under planning: The guidance of economic development. — New York: McGraw-Hill Book Co, 1967. («Запланированная деятельность: Управление экономическим развитием»)
- Gross B. M. Organizations and their managing. — New York: Free Press, 1968. («Организации и их управление»)
- Gross B. M. A great society? — New York: Basic Books, 1968. («Великое общество?»)
- Gross B. M. The Legislative Struggle: A Study in Social Combat. — Conn.: Greenwood Press, 1978. («Законодательная борьба: Исследование социальных битв»)
- Gross B. M. Friendly Fascism: The New Face of Power in America. — New York: M. Evans, 1980. («Дружелюбный фашизм»: Новый облик власти в Америке»)

### В русском переводе
- Гросс Б. «Дружелюбный фашизм»: Новый облик власти в Америке (фрагменты из книги, Нью-Йорк, 1980 г.) // Наследники Джозефа Маккарти: [Сборник переводов]. — М.: Прогресс, 1984. — С. 239—243. — (США 80-х: Взгляд изнутри).
- Гросс Б. Парадокс с правами человека // Права человека накануне XXI века: [Сборник статей]. — М.: Прогресс, 1994. — С. 167—232. — ISBN 5-01-003287-2.

## Внешние ссылки
- Friendly Fascism: The New Face of Power in America  (англ.) на сайте GoogleBooks
- Friendly Fascism  (англ.) — выдержки из книги
- Рецензия на книгу «Friendly Fascism»  (англ.)
- Вторая рецензия на книгу «Friendly Fascism» (недоступная ссылка)  (англ.)
- Третья рецензия на книгу «Friendly Fascism»  (англ.)
- Четвёртая рецензия на книгу «Friendly Fascism»  (англ.)